# 沙克爾頓山
65°13′S 63°56′W / 65.217°S 63.933°W

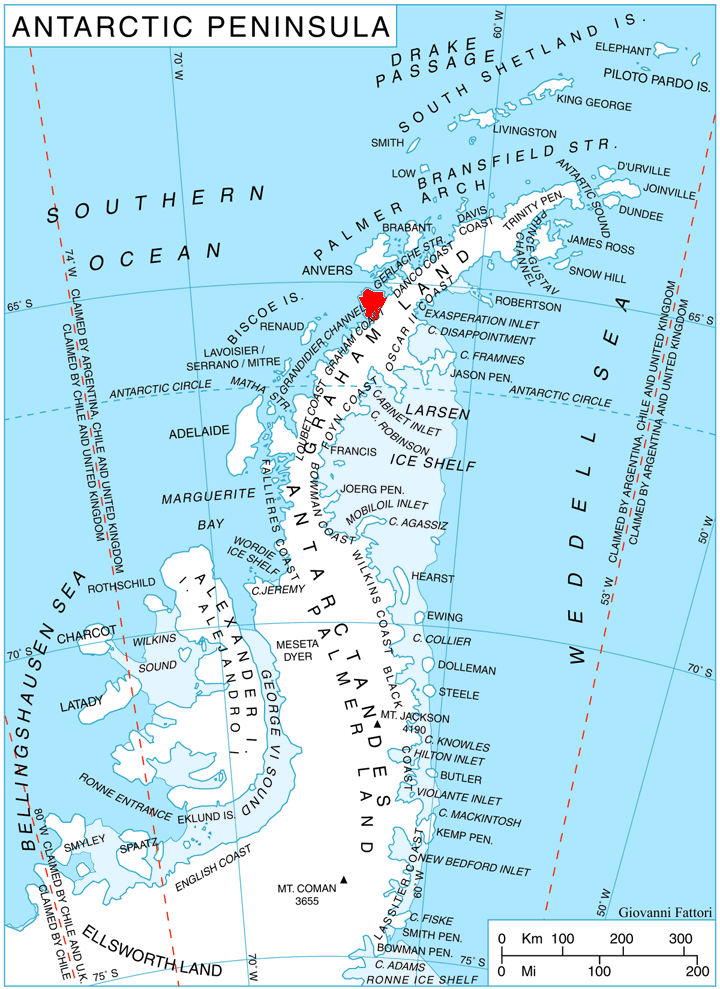

沙克爾頓山是南極洲的山峰，位於葛拉漢地西岸，海拔高度超過610米，由讓-巴蒂斯特·夏古率領的法國探險隊發現，現時由南極條約體系管理。

## 外部連結
- SCAR Composite Gazetteer of Antarctica（页面存档备份，存于）.